# Diplocarpon mali
Diplocarpon mali är en svampart som beskrevs av Y. Harada & Sawamura 1974. Diplocarpon mali ingår i släktet Diplocarpon och familjen Dermateaceae.   Inga underarter finns listade i Catalogue of Life.